# Temporada 1932-1933 del RCD Espanyol
Dades de la Temporada 1932-1933 del RCD Espanyol.

## Fets Destacats
- 11 de setembre de 1932, en partit del Campionat de Catalunya, FC Martinenc 0 - Espanyol 5.[5]
- 9 d'octubre de 1932, en partit del Campionat de Catalunya, Espanyol 3 - FC Barcelona 2.[6]
- 13 de novembre de 1932, en partit del Campionat de Catalunya, Espanyol 6 - FC Palafrugell 1.[7]
- 27 de novembre de 1932, en partit de lliga, Espanyol 2 - Madrid CF 1.[8]
- 8 de desembre de 1932, en partit del Campionat de Catalunya, FC Barcelona 1 - Espanyol 1.[9]
- 18 de desembre de 1932, en partit de lliga, Athletic Club 0 - Espanyol 2.[10]
- 5 de març de 1933, en partit de lliga, Espanyol 5 - València CF 2.[11]
- 23 d'abril de 1933, en partit amistós de caràcter benèfic, FC Barcelona 1 - Espanyol 3.[12]
- 14 de maig de 1933, en partit de copa, Espanyol 4 - Saragossa 0.[13]

## Resultats i Classificació

### Campionat de Catalunya
| Pos | Equip           | PJ | PG | PE | PP | GF | GC | DG  | Pts | Classificació |
| --- | --------------- | -- | -- | -- | -- | -- | -- | --- | --- | ------------- |
| 1   | CE Espanyol (C) | 14 | 12 | 1  | 1  | 43 | 14 | +29 | 25  | Campió        |
| 2   | FC Barcelona    | 14 | 12 | 1  | 1  | 53 | 15 | +38 | 25  |               |
| 3   | FC Palafrugell  | 14 | 7  | 1  | 6  | 28 | 29 | −1  | 15  |               |

### Lliga i Copa d'Espanya
- Lliga d'Espanya: Tercera posició amb 30 punts (18 partits, 10 victòries, 2 empat, 6 derrotes, 33 gols a favor i 30 en contra).
- Copa d'Espanya: Semifinalista. Eliminà el Sporting de Gijón, Saragossa i Múrcia, però fou batut per l'Athletic Club.

## Plantilla
| P   | Jugador          | Lliga d'Espanya | Lliga d'Espanya | Copa d'Espanya | Copa d'Espanya | C. de Catalunya | C. de Catalunya |
| P   | Jugador          | PJ              | G               | PJ             | G              | PJ              | G               |
| --- | ---------------- | --------------- | --------------- | -------------- | -------------- | --------------- | --------------- |
| POR | Llàtzer Florenza | 18              | -30             | 8              | -12            | 14              | -14             |
| POR | Josep Baldrich   | -               | -               | -              | -              | -               | -               |
| POR | Joaquín Aznar    | -               | -               | -              | -              | -               | -               |
| DEF | Benito Pérez     | 17              | -               | 5              | -              | 14              | -               |
| DEF | Joaquim Arater   | 16              | -               | 6              | -              | 11              | -               |
| DEF | Enric Mas        | 1               | -               | 6              | -              | -               | -               |
| DEF | Benito Miró      | 2               | -               | -              | -              | 3               | -               |
| DEF | Manuel Oro       | 1               | -               | -              | -              | -               | -               |
| MIG | Pere Solé        | 15              | 3               | 8              | 3              | 14              | 2               |
| MIG | Ramon Trabal     | 15              | -               | 4              | -              | 12              | -               |
| MIG | Josep Cristià    | 16              | -               | 7              | -              | 2               | -               |
| MIG | Josep Pausàs     | 2               | -               | -              | -              | 14              | -               |
| MIG | Agustí Layola    | 4               | -               | 5              | -              | -               | -               |
| MIG | Antoni Franco    | 1               | -               | 5              | -              | -               | -               |
| DAV | Ubald Redó       | 18              | 7               | 8              | 2              | 10              | 2               |
| DAV | Crisant Bosch    | 17              | 3               | 8              | 3              | 14              | 3               |
| DAV | Edelmiro Lorenzo | 17              | 4               | 7              | 5              | 14              | 8               |
| DAV | Josep Prat       | 17              | 2               | 6              | 2              | 13              | 5               |
| DAV | Josep Garreta    | 13              | 7               | 3              | 3              | 14              | 19              |
| DAV | Salvador Pueyo   | 4               | 5               | -              | -              | -               | -               |
| DAV | Gabriel Juvé     | 1               | -               | -              | -              | 4               | 3               |
| DAV | Jaume Domènech   | 1               | -               | 2              | -              | 1               | -               |
| DAV | Manuel Alejo     | 2               | 2               | -              | -              | -               | -               |